# Frignano (territorio)
Il Frignano (Fargnan in emiliano) è una regione storico-geografica italiana compresa all'interno dell'Appennino tosco-emiliano che, nel periodo di sua massima estensione (circa a metà del XIX secolo, ma definita amministrativamente "circondario di Pavullo"), era compresa tra la parte destra del fiume Secchia, includendovi pure la vallata del torrente Dragone e tutto il bacino del fiume Panaro. Il territorio comprende quindi tutta la zona meridionale dell'attuale provincia di Modena, dalle colline al crinale: l'Appennino Modenese.

## Geografia
Il territorio comprende tutto l'appennino modenese. Confina con la provincia di Reggio Emilia ad ovest, con la città metropolitana di Bologna ad est, a sud con le province di Lucca e Pistoia mentre a nord con il resto della provincia di Modena. 
Il territorio del Frignano comprende i seguenti comuni, raggruppati nella Comunità montana dell'Appennino modenese: Pavullo nel Frignano, è il comune più popoloso e può essere considerato il "capoluogo" dell'Appennino modenese, i comuni di Montefiorino, Palagano, Polinago, Frassinoro, Pievepelago, Sestola, Fanano, Riolunato, Montecreto, Lama Mocogno e Fiumalbo nell'alto Appennino; i comuni di Guiglia, Marano sul Panaro, Montese, Zocca, Serramazzoni e Prignano sulla Secchia nella fascia del medio-basso Appennino.
Il territorio del Frignano è particolarmente interessante dal punto di vista naturalistico e paesaggistico ed è preservato da un basso livello di antropizzazione e bassa densità di popolazione. Inoltre, non è attraversato da autostrade o ferrovie e gli insediamenti industriali sono limitati ad alcune zone della fascia basso appenninica.

### Vegetazione
Estesi boschi di faggio ricoprono le montagne tra quota 900-1 000 m fino ai 1 700-1 800 m, raramente intervallati da rimboschimenti di conifere. Lungo i numerosi corsi d'acqua i faggi lasciano il posto a salici, pioppi ed ontani e fra la vegetazione erbacea risaltano le enormi foglie cuoriformi dei farfaracci. I castagneti sono solitamente localizzati vicino ai centri abitati, a testimonianza dell'importanza che questa risorsa aveva un tempo per l'economia locale. Nelle aree meno pendenti i boschi lasciano il posto a prati e pascoli sfruttati per l'allevamento e ricchi di fioriture. Ad alta quota il paesaggio si apre su vaste praterie e brughiere a mirtillo interrotte solo dalla roccia affiorante.

## Storia
Il nome Frignano deriva dagli antichi abitanti, i preromani Liguri Friniati (Friniates), che occupavano un territorio molto più ampio di quello attuale e formavano l'estremo sud-orientale ligure al di qua dell'Appennino. I Friniati si insediarono e si stabilirono sul territorio dopo che furono sospinti verso le montagne dalla Pianura Padana da Etruschi e Galli Boi, popolazioni che, hanno notevolmente influenzato gli usi e i costumi locali. Dall'arrivo dei Romani, alla cui occupazione i Friniati si opposero tenacemente, vi fu una progressiva penetrazione di coloni di origine romana nei villaggi, che portò a una profonda e lenta trasformazione agricolo-sociale e un periodo di relativa pace. I Romani diedero al territorio una sua autonomia amministrativa e giurisdizionale tanto da costituire una praefectura della colonia di Mutina (Modena). 
La comunità friniate si modificò poi in struttura militare bizantina, governata da un tribunus, al quale dopo la conquista longobarda subentrò un gastaldo: l'ariano re Rotari condusse numerose campagne militari che portarono quasi tutta l'Italia settentrionale sotto il dominio del regno longobardo, conquistando nel 643 anche la Liguria. Nel Modenese, Rotari riportò una schiacciante vittoria sull'esarca bizantino di Ravenna Isacio, sconfitto e ucciso nella battaglia del fiume Panaro, anche se gli attuali territori modenesi e appenninici rimasero bizantini sino ai tempi del re longobardo Liutprando. Nel 728 le popolazioni dell'appennino reggiano e modenese insorsero contro l'Esarcato bizantino di Ravenna per motivi religiosi e accettarono Liutprando come re.
La giurisdizione su cui poteva esercitare il proprio esercizio conservò caratteri di autonomia nei confronti della capitale. Anche il successivo comitatus Feronianense di età carolingia, che era il vasto distretto governato dal conte di Modena distinto dalla città, mantenne tale prerogativa. Il comitatus aveva come capoluogo il castrum Feronianum, localizzato nei pressi di Pavullo. Con tali basi si fondano successivamente: il Comune federale frignanese (secoli XII-XV), nel quale erano rappresentati tutti i Comuni di valle (esclusi quelli della collina); il Consiglio provinciale del Frignano nei secoli XV-XVIII; la Provincia estense del Frignano (1832-1859) e, nel Regno d'Italia, il Circondario e Sottoprefettura di Pavullo (1859-1926). Il capoluogo fu prima Sestola, dove dal XV secolo si riuniva il Consiglio provinciale e risiedeva il governatore estense, poi, dal 1832, Pavullo, dove si era stabilito il delegato governativo estense, e dopo, il viceprefetto dell'Italia unificata.
Viene denominata del Frignano una comunità montana modenese dove si riconosce, per costumi, tradizioni e consuetudini, un'omogeneità culturale che ha antiche radici.

## Comuni
- Guiglia
- Fanano
- Frassinoro
- Fiumalbo
- Lama Mocogno
- Marano sul Panaro
- Montecreto
- Montefiorino
- Montese
- Palagano
- Pavullo nel Frignano
- Pievepelago
- Polinago
- Prignano sulla Secchia
- Riolunato
- Serramazzoni
- Sestola
- Zocca